# Oswaldo Frota-Pessoa
Oswaldo Frota-Pessoa (* 30. März 1917 in Rio de Janeiro; † 24. März 2010 in São Paulo) war ein brasilianischer Biologe und Genetiker, der unter anderem 1982 als Pionier der Humangenetik mit dem von der UNESCO verliehenen Kalinga-Preis für die Popularisierung der Wissenschaft ausgezeichnet wurde.

## Leben
Oswaldo Frota-Pessoa arbeitete nach dem Studium von 1939 bis 1958 als Lehrer für Biologie und Naturwissenschaften an einer Sekundarschule in Rio de Janeiro sowie zugleich von 1942 bis 1958 als Wissenschaftlicher Assistent an der Fakultät für Philosophie an der Universidade do Brasil. Nachdem er von 1953 bis 1955 mit einem Stipendium der Rockefeller-Stiftung als Fellow an der Columbia University forschte, arbeitete er von 1955 bis 1956 als Fachmann für naturwissenschaftlichen Unterricht der Organisation Amerikanischer Staaten (OAS). 1958 wurde er Dozent an der Universidade de São Paulo (USP) und war von 1961 bis 1986 Berater für Humangenetik bei der Weltgesundheitsorganisation (WHO). 1963 wurde er außerplanmäßiger Professor an der USP und unterrichtete zudem mit einem Stipendium des Fulbright-Programms von 1964 bis 1965 als Gastprofessor an der University of Wisconsin–Madison. Er war von 1968 bis 1973 Direktor des brasilianischen Koordinierungszentrums des Multinationalen Genetikprogramms der OAS sowie daneben von 1968 bis 1970 Präsident der Brasilianischen Gesellschaft für Genetik (Sociedade Brasileira de Genética) und zugleich von 1969 bis 1971 als Präsident der Lateinamerikanischen Vereinigung für Genetik.
Frota-Pessoa, der von 1972 bis 1979 Direktor des Zentrums für Studien zu Lehrplänen für den Biologieunterricht CECEB (Centro de Estudos sobre Currículos para o Ensino da Biologia) war, übernahm 1973 zunächst eine außerordentliche sowie schließlich 1978 eine ordentliche Professur an der Universidade de São Paulo. Am 4. Oktober 1975 gehörte er zu den Gründungsmitgliedern der Akademie der Wissenschaften des Bundesstaates São Paulo ACIESP (Academia de Ciências do Estado de São Paulo). Am 27. März 1979 wurde er zudem Mitglied der Brasilianischen Akademie der Wissenschaften ABC (Academia Brasileira de Ciências). Für seine langjährigen Verdienste als Wissenschaftler und Forscher auf dem Gebiet der Humangenetik wurde ihm 1980 für seine bedeutende Arbeit zur wissenschaftlichen Verbreitung auf allen Bildungsebenen durch die Nutzung von Zeitungen, Büchern und Zeitschriften sowie für seine Arbeit als Lehrer und Dozent verliehen der nach José Reis benannte Prêmio José Reis de Divulgação Científica e Tecnológica sowie 1982 der der UNESCO-Kalinga-Preis für die Popularisierung der Wissenschaft verliehen. Darüber hinaus wurde er 1989 mit dem Prêmio Alfred Jurzikowyski ausgezeichnet und unterrichtete noch bis zu seiner Emeritierung 1995, wobei er im Laufe seiner Lehrtätigkeit 32 Masterarbeiten und 15 Doktorarbeiten betreute.
Aus seiner Ehe von 1938 bis 1951 mit der Experimentalphysikerin Elisa Frota-Pessoa (1921–2018) ging unter anderem der Sohn Osvaldo Frota-Pessoa Junior hervor, der als Professor für Physik und Wissenschaftstheorie an der USP unterrichtete.

## Veröffentlichungen
Oswaldo Frota-Pessoa veröffentlichte zahlreiche Fachbücher, über 530 Artikel Forschungsartikel zur Genetik, zur Wissenschaftsgeschichte und -politik, zur Bildung und zur Wissenschaftskommunikation sowie 270 Einträge zur Biologie für die Enciclopédia Mirador Internacional. Zu seinen Werken gehören:
- Principios básicos para la enseñanza de la biología, („Grundprinzipien für den Biologieunterricht“), Departamento de Asuntos Científicos, Unión Panamericana, Washington, D.C. 1967
- Estimativas das freqüências, ao nascer, de crianças afetadas pelo mongolismo em populações brasileiras, („Schätzungen der Häufigkeit von Kindern, die bei der Geburt vom Mongolismus betroffen sind, in der brasilianischen Bevölkerung“), Mitautorin Nilda Martello, Centro Brasileiro de Estudos Demográficos, Rio de Janeiro 1969
- Biologia nordeste, („Biologie des Nordostens“), Centro de Ensino de Ciências do Nordeste, Recife 1970
- Como ensinar ciências, („Wie man Naturwissenschaften unterrichtet“), Companhia Editora Nacional, São Paulo 1970
- Biologia aplicada à educação, („Angewandte Biologie in der Bildung“), Mitautoren Lidia Rosenberg Aratangy und Silvio de Almedia Toledo Filho, Companhia Editora Nacional, São Paulo 1972
- Projetos didáticos de biologia educacional, („Unterrichtsprojekte in der pädagogischen Biologie“), Mitautoren Lidia Rosenberg Aratangy und Silvio de Almedia Toledo Filho, Companhia Editora Nacional, São Paulo 1972